# 日本国有鉄道高砂工場
高砂工場（たかさごこうじょう）は、かつて兵庫県高砂市荒井町新浜に存在した日本国有鉄道（国鉄）の工場である。
高砂線高砂駅に接続しており、高砂線を介して車両の入出場を行っていた。大阪鉄道管理局や天王寺鉄道管理局、岡山鉄道管理局に所属する気動車や客車、貨車の全般検査や要部検査などを担当した。また、60系客車の鋼体化を含む車体の改造や修繕、部品製作のほかに西日本地域一帯の製材の主力工場でもあった。
1984年（昭和59年）に主要業務を終了させ、1985年（昭和60年）に鷹取工場に移転する形で廃止された。

## 整備済み車両の車体に記される略号
「高砂工」、「TS」

## 沿革
- 1941年（昭和16年）3月：大阪陸軍造兵廠播磨製造所として設立。
- 1946年（昭和21年）
  - 1月20日：大阪鉄道局鷹取工機部高砂分工場として発足[1]。
  - 12月1日：貨車修繕を加古川職場より移転[* 1][2][3][4]。
- 1947年（昭和22年）3月1日：高砂工機部として鷹取工機部より独立[5]。
  - 総人員1151名（男1056名、女95名）、敷地面積1,604,353m2、建物総面積169,604m2[6]、線路長21km[7]。
- 1948年（昭和23年）4月1日：客車・気動車修繕を鷹取より移管[8][4][9]。
- 1949年（昭和24年）：各種施設の集約工事を開始[10]。1954年3月に工事は終了、敷地面積は932,592m2に縮小し[11]、余剰土地の大部分[* 2]は神戸製鋼所に譲渡された[12]。
- 1950年（昭和25年）8月1日：組織改正に伴い、大阪鉄道管理局高砂工場に改称[13][14]。
- 1951年（昭和26年）2月1日：製材職場を吹田工機部安治川職場より移転[15][16]。
- 1952年（昭和27年）8月5日：組織改正に伴い本社直属となり、日本国有鉄道高砂工場に改称[17][14]。
- 1957年（昭和32年）1月16日：組織改正に伴い関西支社が発足し、工場は支社の地方機関として位置づけられることとなり、関西支社高砂工場に改称[17][18]。
- 1962年（昭和37年）1月：特急形気動車の修繕を開始[19]。
- 1963年（昭和38年）：集約工事で発生した遊休地[* 3]（敷地面積約398,965m2）を兵庫県開発公社に売却[20]。
- 1966年（昭和41年）3月1日：高砂工場創立20周年記念式典を挙行[21]。
  - 総人員1321名（男1307名、女14名）[22]、敷地面積527,714m2[7]、建物総面積80,297m2[7]、線路長15.117km[7]。
- 1976年（昭和51年）10月：気動車用内燃機関の検修を鷹取より移管[23]。
- 1983年（昭和58年）9月：高砂工場を閉鎖し、鷹取に集約することを最終決定[24][* 4]。
- 1984年（昭和59年）
  - 3月30日：貨車の検修を終了[25]。
  - 4月：貨車職場を廃止し、鷹取工場旅客車職場に統合[26]。
  - 6月：木機職場を廃止し、鷹取工場旅客車職場に統合[26]。
  - 6月14日：5月末までに入場した最終検修車両が出場。以後、内燃機関・台車・主要部品の検修業務のみとする[27][24]。
  - 6月30日：第一次配置転換を実施。車両関係従事者419名を鷹取工場他5工場へ配置転換[* 5][26][28]。
  - 7月：気動車・客車の検修を鷹取に移管[29]。
- 1985年（昭和60年）
  - 3月25日:第二次配置転換（技術）を実施。部品関係従事者148名を鷹取工場へ配置転換[26][28]。
  - 3月31日：廃止[30]。
  - 4月1日：鷹取工場第2内燃機職場が旧高砂工場に発足[31]。気動車用内燃機関の検修職場を鷹取に整備するまでの間、旧高砂工場にて検修を継続[24][32]。第二次配置転換（事務）を実施。事務部門11名を吹田工場他4職場へ配置転換[26][28]。
- 1986年（昭和61年）11月：第2内燃機職場が内燃機職場へ統合[31][23]。
- 1987年（昭和62年）3月31日：第三次配置転換を実施。高砂工場最終集約を完了[26][28]。

## 歴史
| 車種   | 鉄道管理局 | 所属           | 車両数 | 小計 | 合計 | 総計 |
| ------ | ---------- | -------------- | ------ | ---- | ---- | ---- |
| 気動車 | 大阪       | 梅小路機関区   | 49     | 323  | 748  | 4976 |
| 気動車 | 大阪       | 向日町運転所   | 174    | 323  | 748  | 4976 |
| 気動車 | 大阪       | 宮原機関区     | 28     | 323  | 748  | 4976 |
| 気動車 | 大阪       | 加古川線管理所 | 45     | 323  | 748  | 4976 |
| 気動車 | 大阪       | 姫路第一機関区 | 27     | 323  | 748  | 4976 |
| 気動車 | 天王寺     | 奈良運転所     | 124    | 249  | 748  | 4976 |
| 気動車 | 天王寺     | 和歌山機関区   | 125    | 249  | 748  | 4976 |
| 気動車 | 福知山     | 福知山機関区   | 77     | 91   | 748  | 4976 |
| 気動車 | 福知山     | 豊岡機関区     | 14     | 91   | 748  | 4976 |
| 気動車 | 岡山       | 岡山運転区     | 85     | 85   | 748  | 4976 |
| 客車   | 大阪       | 梅小路貨車区   | 1      | 1043 | 1187 | 4976 |
| 客車   | 大阪       | 向日町運転所   | 330    | 1043 | 1187 | 4976 |
| 客車   | 大阪       | 吹田貨車区     | 4      | 1043 | 1187 | 4976 |
| 客車   | 大阪       | 宮原客車区     | 541    | 1043 | 1187 | 4976 |
| 客車   | 大阪       | 梅田貨車区     | 8      | 1043 | 1187 | 4976 |
| 客車   | 大阪       | 神戸港貨車区   | 2      | 1043 | 1187 | 4976 |
| 客車   | 大阪       | 鷹取貨車区     | 11     | 1043 | 1187 | 4976 |
| 客車   | 大阪       | 姫路客貨車区   | 146    | 1043 | 1187 | 4976 |
| 客車   | 天王寺     | 竜華客貨車区   | 144    | 144  | 1187 | 4976 |
| 貨車   | 大阪       | 姫路客貨車区   | 1525   | 1525 | 3041 | 4976 |
| 貨車   | 岡山       | 岡山客貨車区   | 1516   | 1516 | 3041 | 4976 |

第二次世界大戦末期、空襲により甚大な被害を受けた鷹取工機部は、終戦後の復興に際して早急なる車両復旧の必要性に直面した。しかし、空襲により客貨車職場は全滅に近い被害を受けていたことから、部外工場の転用を行うこととした。山陽本線沿線で明石以西に点在する工場借り上げを模索したものの進展せず、加古郡荒井村の大阪陸軍造兵廠播磨製造所が無傷で残っていることに注目、運輸省の工場として転用することとなった。そして、1946年1月20日に鷹取工機部高砂分工場として発足した。
工場としての機能を果たすべく整備作業を行うのと同時並行で、広大な土地を生かして終戦直後の食糧事情改善のために荒井増産場を設置したり、製鋼設備を生かして廃兵器作業を行うとともに、播磨製造所の人員引き継ぎや鷹取工機部からの転入、新規採用者を迎え、1946年12月1日より貨車修繕作業が開始された。しかし戦争での甚大な被害によって鷹取での車両整備が追い付かない現状から、1948年2月1日には鷹取から客車・気動車修繕作業を移管された。ほぼ同時期には、木製客車の鋼体化改造や貨車改造（トキ900形のワム23000形化）も開始されている。このほか、1948年4月から1951年3月にかけて、駅や機関区などに設置されている機械の保守を行う駅区機械修繕業務も鷹取から移管されていた。
もともと当工場は旧陸軍の工場施設を流用していたことから、敷地が広大すぎることや非効率な作業が問題視されていた。そこで職場配置を見直し、効率的な作業を行えるように設備改良を行った。この時発生した遊休地には鷹取工場の機能移転や電車検修設備の設置などが検討されたが不適当とされ、1963年までに神戸製鋼所や兵庫県開発公社に売却された。
戦後復興の進行と経済の発展に合わせ、1961年からは二等客車の室内整備工事や近代化工事、運用車種の変遷に伴い、当工場でも特急形気動車（キハ80系など）の修繕が開始され、北は青森、南は鹿児島と当工場の受持ち車両が広範囲に運用されていた。特に特急形気動車については全国の52%の車両を受け持つまでに成長した。また、工場内作業の集約による合理化を図るために製材工事の拡張を推し進め、西日本地区の6か所の工場（高砂・後藤・幡生・多度津・小倉・鹿児島）で行われていた製材工事を1964年10月までに当工場に集約した。
1983年には14系客車を改造したサロンカーなにわの改造工事を手掛けたが、貨物輸送の減退や合理化、さらには入出場ルートとなる高砂線の廃止によって2年後の1985年に当工場は閉鎖された。跡地（敷地面積43ha）は日本国有鉄道清算事業団に移管され、基盤整備工事に伴い1995年3月に更地化された。1997年度から高砂工業公園整備事業が始まり、サントリー高砂工場が建設され、1999年秋から操業を開始した。

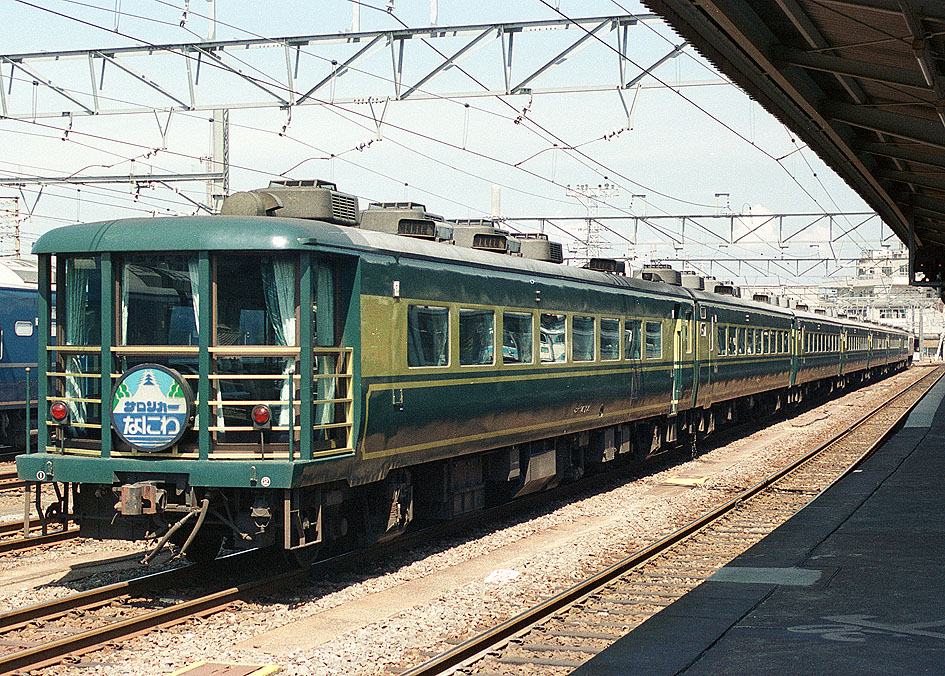
当工場で改造された、サロンカーなにわ。